# Roland Emmerich

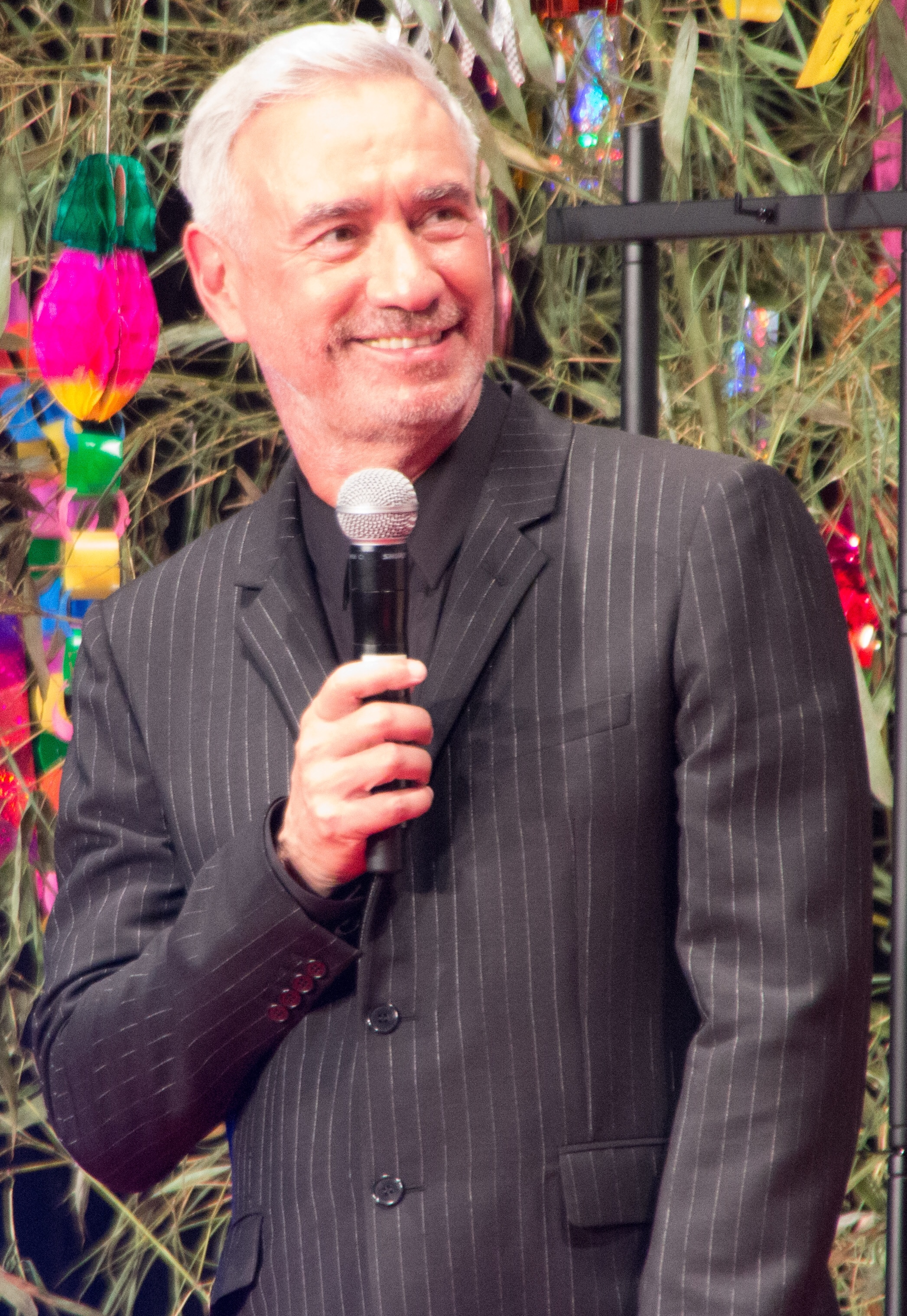
Roland Emmerich (2016)

Roland Emmerich (* 10. November 1955 in Stuttgart) ist ein deutscher Filmproduzent, Regisseur und Drehbuchautor. Er wurde bekannt durch Action- und Katastrophenfilme wie Independence Day, Godzilla, Der Patriot, The Day After Tomorrow und 2012 sowie mit dem Science-Fiction-Film Stargate, auf dem auch mehrere Serien und Filme basieren.

## Leben

### Familie und Privatleben
Roland Emmerich wurde in Stuttgart-Obertürkheim geboren und wuchs in Maichingen auf. Er besuchte das Gymnasium in den Pfarrwiesen Sindelfingen. Seine Schwester Ute Emmerich wanderte mit ihm zusammen in die USA aus. Sie wirkt als Chefin der 1985 gegründeten gemeinsamen Produktionsfirma Centropolis Entertainment (früher Centropolis Film) bei den meisten seiner Filme so wie er selbst als Executive Producer mit. Sein Vater Hans, einer der Gründer der schwäbischen Firma Solo Kleinmotoren, unterstützte die ersten Filmprojekte seines Sohnes finanziell.
Im Juli 2017 heiratete Emmerich seinen langjährigen Partner Omar de Soto. Er wohnt in Los Angeles, London und Berlin. Emmerich engagiert sich für Menschenrechte. So saß er in der Jury, die bei der Auswahl eines universellen Logos für Menschenrechte half.

### Karriere
1977 begann er an der Hochschule für Fernsehen und Film München Szenenbild zu studieren. Nachdem er Star Wars gesehen hatte, wechselte er ins Regiefach. Sein Abschlussfilm Das Arche Noah Prinzip sprengte dabei in jeder Hinsicht den Rahmen. Größtenteils fremdfinanziert, kostete er etwa eine Million DM – das Budget für einen Abschlussfilm lag damals bei 20.000 DM. Auch das Genre irritierte, denn opulent ausgestattete Science-Fiction-Filme aus Deutschland waren eher unüblich. Letztendlich wurde der Film, der 1984 auf den Internationalen Filmfestspielen in Berlin uraufgeführt wurde, ein Erfolg.
Mit den in Deutschland produzierten, aber in englischer Sprache gedrehten Filmen wie Joey, Hollywood Monster und Moon 44 konnte Emmerich schließlich in Hollywood Aufmerksamkeit erregen. Ein weiteres Resultat des Films Moon 44 war die langjährige Zusammenarbeit mit Dean Devlin, der fortan als Drehbuchautor und Produzent bei Emmerichs Filmen tätig war, sowie Volker Engel, der als VFX-Supervisor für die Spezial-Effekte mehrerer seiner Filme verantwortlich zeichnete. 1992 drehte er den Science-Fiction-Film Universal Soldier mit Jean-Claude Van Damme und Dolph Lundgren, mit dem ihm der endgültige Durchbruch in Hollywood gelang. Sein langjähriges Interesse an Prä-Astronautik und den Theorien Erich von Dänikens setzte er 1994 mit dem Film Stargate um.
Den vorläufigen Höhepunkt seiner Karriere erreichte er 1996 mit Independence Day, einem Blockbuster, der auch heute einen der vordersten Plätze in den Ranglisten der erfolgreichsten Filme belegt. 1998 folgte mit Godzilla eine Neuinterpretation der japanischen Monsterfilme. 1994 war er bei dem Film High Crusade – Frikassee im Weltraum sowie 1999 bei dem Film The Thirteenth Floor als Produzent tätig. 2000 begab sich Emmerich dann auf ernsteres Terrain, als er bei Der Patriot Regie führte, der 1776 zur Zeit der Amerikanischen Revolution spielt. Die Hauptrollen übernahmen Mel Gibson und Heath Ledger. In der Zeit danach beschränkte sich Emmerich hauptsächlich auf das Produzieren, bevor er im Mai 2004 mit The Day After Tomorrow als Regisseur auf die Leinwand zurückkehrte. In einem Interview mit der Zeitschrift Merian sagte Emmerich im November 2009, dass 2012 sein letztes Desaster-Movie sei. „Es ist die Mutter aller Zerstörungsfilme, mit Effekten, wie man sie noch nie gesehen hat. Ich wüsste wirklich nicht, was ich danach noch zerstören sollte.“
Als Erinnerung für seinen ersten Erfolg in den Vereinigten Staaten kommt in jedem seiner Amerikafilme die Zahl «44» vor – an einer Tür, auf einem Schild.

### Einzelne Tätigkeiten und Projekte
Bei der Berlinale 2005 war Emmerich Präsident der Internationalen Jury. 2006 spendete er 150.000 US-Dollar für das Legacy Project, ein gemeinsames Projekt des Film- und Fernseharchivs der UCLA und des größten Filmfestivals von Los Angeles, Outfest, zur Bewahrung und Restaurierung von Filmen lesbischer und schwuler Künstler. 2007 war Emmerich Gastredner bei der fmx/07 in Stuttgart, einer der wichtigsten internationalen Konferenzen für Animation, Effekte, Spiele und digitale Medien. Im März 2008 kam sein Projekt 10.000 B.C. (Drehbuch: Roland Emmerich und Harald Kloser) weltweit in die Kinos, das, nachdem das Sony-Studio Columbia Pictures zwischenzeitlich sein Interesse daran verloren hatte, von Warner Bros. produziert wurde. Der ca. 110 Millionen US-Dollar teure Film hatte schon nach vier Wochen mehr als 200 Mio. US-Dollar eingespielt.
Emmerichs Film 2012 mit John Cusack, Woody Harrelson und Danny Glover in den Hauptrollen startete im November 2009 in den Kinos und erreichte bereits nach acht Wochen ein weltweites Einspielergebnis von 730 Mio. US-Dollar. Er ist der zweiterfolgreichste Film seiner Karriere. Ab März 2010 fanden in den Filmstudios Babelsberg in Potsdam die Dreharbeiten für seinen Film Anonymus statt; das Drama um die Urheberschaft der Werke von William Shakespeare nach einem Drehbuch von John Orloff startete in Deutschland im November 2011.
Auf der Frankfurter Buchmesse wurde Anonymus den Presse- und Medienvertretern vorgestellt. Bei einer anschließenden Podiumsdiskussion diskutierte Emmerich mit dem Publizisten Hellmuth Karasek, dem Präsidenten der Deutschen Shakespeare-Gesellschaft und dem Anglistik-Uni-Dozenten Tobias Döring, dem Shakespeare-Übersetzer Frank Günther und dem Autor des Buches Der Mann, der Shakespeare erfand, Kurt Kreiler. Das Thema der Diskussion war die langjährige Debatte um die William-Shakespeare-Urheberschaft.
Ende 2012 drehte Emmerich den Film White House Down, der im Juni 2013 Premiere hatte. Darin geht es um einen Geheimdienstmitarbeiter, der das Leben des amerikanischen Präsidenten retten soll, der im Weißen Haus von einer paramilitärischen Gruppe gefangen genommen worden ist. 2014 bereitete Emmerich die Verfilmung des Historienepos Maya Lord vor, das auf der Romanvorlage des Schriftstellers John Cue Robbins beruht. Es handelt sich um die Verfilmung der wahren Geschichte des Gonzalo Guerrero, der 1511 nach einem Schiffbruch von Maya gefangen genommen wurde und schließlich zu ihrem Verbündeten wurde. Im Sommer 2014 drehte er das Drama Stonewall nach einem Drehbuch von Jon Robin Baitz, der Film kam in den USA im September 2015 in die Kinos.
2022 befasste er sich in seinem Science-Fiction-Film Moonfall mit mysteriösen Kräften, die den Mond aus seiner Umlaufbahn herausbefördern und auf die Erde zubewegen lassen. In einem Interview stellte er eine Verbindung zwischen derartigen Katastrophen im Film und der realen Klimakrise her, indem er sagte: „Momentan gibt es noch viele Leute, die den Klimawandel leugnen. Aber in 10, 15, 20 Jahren wird alles so schlimm, dass das niemand mehr abstreiten kann. Die Menschen werden also erst aufwachen, wenn es zu spät ist, denn du kannst das Klima ja nicht einfach so umdrehen.“

## Auszeichnungen
Am 5. Juli 2005 wurde Roland Emmerich von der Stiftung Euronatur für die filmische Auseinandersetzung mit den Gefahren des Klimawandels mit dem EuroNatur-Preis ausgezeichnet. Mit seinem Film The Day After Tomorrow habe Emmerich Mut bewiesen, die gerade in weiten Kreisen der amerikanischen Politik ignorierten Gefahren der weiteren Erderwärmung durch Energieverschwendung zu thematisieren. Wie man bei EuroNatur betonte, sei es Emmerich trotz künstlerischer Vereinfachung des komplexen Themas gelungen, der wissenschaftlichen und politischen Auseinandersetzung mit der Gefahr einer Klimakatastrophe mehr öffentliches Gehör zu verschaffen.
Am 26. November 2009 erhielt er zusammen mit Florian Henckel von Donnersmarck, Michael Ballhaus, Oliver Hirschbiegel und Caroline Link einen Ehren-Bambi Deutsche in Hollywood. Die Trophäen überreichte Jürgen Prochnow. Am 17. März 2017 erhielt Emmerich den Carl Laemmle Produzentenpreis.
Nachdem bereits 1999 sein Film Godzilla beim Wettbewerb „Goldene Himbeere 1999“ in den Kategorien Schlechteste Neuverfilmung oder Fortsetzung sowie Schlechteste Nebendarstellerin den ersten Platz belegten hatte und darüber hinaus vier erfolglose Nominierungen aufwies, wurde zur Auswahl 2017 die Fortsetzung Independence Day: Wiederkehr für fünf weitere „Goldene Himbeeren“ nominiert, darunter erneut für die schlechteste Regie, das schlechteste Drehbuch sowie den schlechtesten Film.

## Filmografie (Auswahl)

### Regisseur
- 1984: Das Arche Noah Prinzip
- 1985: Joey
- 1987: Hollywood Monster
- 1990: Moon 44
- 1992: Universal Soldier
- 1994: Stargate
- 1996: Independence Day
- 1998: Godzilla
- 2000: Der Patriot (The Patriot)
- 2004: The Day After Tomorrow
- 2008: 10.000 B.C.
- 2009: 2012
- 2011: Anonymus (Anonymous)
- 2012: Dark Horse (Fernsehfilm)
- 2013: White House Down
- 2015: Stonewall
- 2016: Independence Day: Wiederkehr (Independence Day: Resurgence)
- 2019: Midway – Für die Freiheit (Midway)
- 2022: Moonfall
- 2024: Those About to Die

### Drehbuchautor
- 1984: Das Arche Noah Prinzip
- 1985: Joey
- 1987: Hollywood Monster
- 1990: Moon 44
- 1994: Stargate
- 1996: Independence Day
- 1998: Godzilla
- 2004: The Day After Tomorrow
- 2008: 10.000 B.C.
- 2009: 2012
- 2012: Dark Horse (Fernsehfilm)
- 2016: Independence Day: Wiederkehr (Independence Day: Resurgence)
- 2022: Moonfall

### Produzent
- 1991: Eye of the Storm (EP)
- 1994: High Crusade – Frikassee im Weltraum (The High Crusade)
- 1996: Independence Day (EP)
- 1997–1998: Visitor (Fernsehserie, EP)
- 1998: Godzilla (EP)
- 1999: The 13th Floor – Bist du was du denkst? (The Thirteenth Floor)
- 2000: Der Patriot (The Patriot, EP)
- 2002: Arac Attack – Angriff der achtbeinigen Monster (Eight Legged Freaks, EP)
- 2004: The Day After Tomorrow
- 2007: Trade – Willkommen in Amerika (Trade)
- 2008: 10.000 B.C.
- 2009: 2012 (EP)
- 2011: Hell (EP)
- 2011: Anonymus
- 2012: Last Will & Testament (Dokumentarfilm, EP)
- 2013: White House Down
- 2014: 35 Cows and a Kalashnikov (Dokumentarfilm, EP)
- 2015: Stonewall
- 2016: Independence Day: Wiederkehr (Independence Day: Resurgence)
- 2019: Midway – Für die Freiheit (Midway)
- 2021: Tides (EP)
- 2022: Moonfall
- 2022: The Magic Flute – Das Vermächtnis der Zauberflöte

## Auszeichnungen
- Saturn Award für die beste Regie 1997 für Independence Day[20]
- Bundesverdienstkreuz 1. Klasse 1999
- Golden Turkey Award 2000
- EuroNatur-Preis 2005 für seine filmische Auseinandersetzung mit den Gefahren des Klimawandels[17][16]
- Verdienstorden des Landes Baden-Württemberg 2007
- Carl Laemmle Produzentenpreis 2017[21]
- Ehrenpreis des Bayerischen Filmpreises 2018[22]
- A Tribute to... Award des Zurich Film Festival 2019[23]